# Tremellaceae
Tremellaceae är en familj av basidiesvampar som ingår i ordningen gelésvampar Tremellales. Familjen innehåller, efter en revision av klassen Tremellomycetes 2016, endast släktet Tremella (vilket dessutom reducerats kraftigt till sitt omfång - det var tidigare det största polyfyletiska släktet).

## Tidigare släkten
Tidigare fördes även bland andra nedanstående släkten till Tremellaceae enligt Catalogue of Life (2011):
- Cryptococcus nu i Cryptococcaceae
- Holtermannia nu i Holtermanniaceae (i ordningen Holtermanniales)
- Epidochium Tremellomycetes incertae sedis
- Bullera nu i Bulleraceae
- Filobasidiella arterna överförda till Cryptococcus i Cryptococcaceae
- Dioszegia nu i Bulleribasidiaceae
- Papiliotrema nu i Rhynchogastremaceae
- Bulleribasidium nu i Bulleribasidiaceae
- Hormomyces Tremellomycetes incertae sedis
- Auriculibuller Nom. inval.[4]
- Dictyotremella Tremellomycetes incertae sedis
- Biatoropsis nu i Bulleraceae
- Bulleromyces Tremellomycetes incertae sedis
- Tsuchiyaea Tremellomycetes incertae sedis
- Neotremella Tremellomycetes incertae sedis
- Trimorphomyces nu i Trimorphomycetaceae
- Sirotrema Tremellomycetes incertae sedis

Släkten här betecknade "Tremellomycetes incertae sedis" står kvar som tillhörande Tremellace (i avvaktan på analys) på databaserna Index Fungorum och MycoBank.